# Mijndert Ververs
Mijndert Ververs (Waddinxveen, 3 februari 1933 – Zwolle, 19 januari 2025) was een Nederlandse zakenman. Hij was voorzitter van de raad van bestuur van Wolters Kluwer en voorzitter van de raad van commissarissen van ING. Ververs was Ridder in de Orde van de Nederlandse Leeuw.

## Biografie
Ververs werd op 3 februari 1933 in Waddinxveen geboren. Zijn vader werkte als inspecteur bij supermarktketen De Gruyter, zijn moeder werkte voor hun huwelijk als dienstmeisje. Ververs had een jongere zus en een oudere broer. Zijn ouders begonnen in 1939 een kruidenierswinkel en hij ging langs de huizen om boodschappen te bezorgen en te verkopen. De winkel ging failliet tijdens de Tweede Wereldoorlog. Ververs bezocht de Hogere Burgerschool en studeerde daarna scheikunde in Delft. Op 24-jarige leeftijd ging hij werken op het Vossius Gymnasium in Amsterdam. In 1965 werd hij wetenschapsredacteur bij uitgeverij Wolters in Groningen, die kort daarna fuseerde met uitgeverij Noordhoff. Vanaf 1969 was hij lid van de raad van bestuur.
Ververs was voorzitter van de raad van bestuur van uitgeverij Wolters Samsom. In 1987 nam hij uitgeverij Kluwer over en veranderde de naam in Wolters Kluwer. Onder zijn leiding groeide het bedrijf enorm. De nettowinst steeg jaarlijks met 20% en het bedrijf behoorde tot de best presterende beursfondsen op de AEX.
In 1994 werd hem gevraagd om minister van Financiën te worden, maar hij wees de uitnodiging af. Hij werd voorzitter van de raad van commissarissen van ING. Onder zijn leiding werden vanaf 1996 de resterende onderdelen van de failliete vliegtuigbouwer Fokker verkocht en leidde hij de fusie van de Zwolse ziekenhuizen tot Isala (ziekenhuis). Ook werd hij in 2019 voorzitter van de Samenwerkende Actiegroepen Tegen Laagvliegen (SATL).
Hij was getrouwd met Cora Ververs en ze kregen een zoon en een dochter. Zij woonden in Zwolle. Na het overlijden van zijn vrouw in 2019 overleed Ververs op 19 januari 2025 op 91-jarige leeftijd aan hartfalen.